# Jurij Kirillov
Jurij Vjačeslavovič Kirillov (in russo Юрий Вячеславович Кириллов?, Jurij Vjačeslavovič Kirillov, traslitterazione anglosassone Yuri Vyacheslavovich Kirillov; Ufa, 19 gennaio 1990) è un calciatore russo, centrocampista del KAMAZ.

## Carriera

### Club
Kirillov ha cominciato la carriera con le maglie di Sportakademklub e Rusiči Orël, prima di passare al Chimki. Con questa squadra, ha potuto esordire nella Prem'er-Liga: il 3 maggio 2009 è stato infatti schierato titolare nel pareggio per 2-2 contro il Kuban' Krasnodar. Il 16 maggio ha segnato la prima rete nella massima divisione russa, in occasione del pareggio per 1-1 contro il Mosca.
È stato poi acquistato dalla Dinamo Mosca, società che lo ha prestato all'Alanija Vladikavkaz. Ha debuttato con questa maglia il 14 marzo 2010, schierato titolare nel pareggio per 1-1 contro il Saturn, partita in cui ha segnato la rete in favore della sua squadra. L'anno seguente è passato al Kryl'ja Sovetov, sempre con la formula del prestito. Nel 2012 ha giocato nell'Ural e nell'Ufa, in entrambi i casi in prestito dalla Dinamo Mosca. Agli inizi del 2013, è tornato al club d'appartenenza.

### Nazionale
Kirillov ha contribuito alla vincente campagna di qualificazione al campionato europeo Under-21 2013, con la Nazionale di categoria. Il commissario tecnico Nikolaj Pisarev lo ha poi incluso tra i convocati in vista della fase finale della rassegna continentale.